# سیارک ۲۶۵۰۸
سیارک ۲۶۵۰۸ (به انگلیسی: 26508 Jimmylin، نامگذاری:2000CD29)۲۶۵۰۸مین سیارک کشف شده‌است که در ۰۲ فوریه ۲۰۰۰ کشف شد.